# Turdoides squamulata
Turdoides squamulata là một loài chim trong họ Leiothrichidae.